# Martí Roger i Crosa
Martí Roger i Crosa   (Palamós, 1867 - Palamós, 1918) fou un escriptor i polític català, germà de Miquel Roger i Crosa. S'establí a Barcelona i participà en la fundació del Centre Escolar Catalanista, del qual en fou el primer president. També fou membre de la Unió Catalanista i participà en l'assemblea de Manresa de 1892. El 1917 fou diputat de la Lliga Regionalista per la Bisbal d'Empordà. Donà nombroses conferències i col·laborà a diaris catalanistes com La Renaixença i La Il·lustració Catalana.

## Obres
- Els tipus socials de la producció surotapera (1911-1912)
- Gènesi de la monarquia catalana. Biblioteca Popular de L'Avenç, n.139. Barcelona (1914)